# Otus (motorfiets)
Otus is een historisch Frans merk dat sportieve bromfietsen en 50 cc wegrace-motorfietsen maakte. 
De productie van de Otus-bromfietsen begon in 1971. Het merk haakte in op de vraag naar sportieve bromfietsen die in Frankrijk weliswaar te koop waren, maar vooral werden geïmporteerd uit Italië. Aan het einde van de jaren zeventig werd de vraag naar deze bromfietsen met versnellingen kleiner: de vraag naar goedkope modellen met automatische versnellingsbak werd juist groter. Ook de Franse overheid was niet gecharmeerd van de versnellingsbromfietsen en ging steun verlenen aan Motobécane en Peugeot, die vooral automaten produceerden. In het voorjaar van 1980 werd de verkoop van versnellingsbromfietsen zelfs helemaal verboden. Otus probeerde de verkoop nog even voort te zetten door ook automaten in haar sportbromfietsen te monteren, maar moest in 1981 de productie staken. 